# استادلی (واریک‌شر)
استادلی (به انگلیسی: Studley) یک روستا و محله مدنی در بریتانیا است که در Stratford-on-Avon واقع شده‌است. استادلی ۵٬۸۷۹ نفر جمعیت دارد.